# Varanus baritji
Espèce
Statut CITES
Varanus baritji est une espèce de sauriens de la famille des Varanidae.

## Répartition
Cette espèce est endémique du Territoire du Nord en Australie.

## Étymologie
Cette espèce est nommée en l'honneur de Neville White qui a collecté les spécimens types : "baritj" est un mot aborigène qui signifie blanc.

## Publication originale
- King & Horner, 1987 : A new species of monitor (Platynota: Reptilia) from northern Australia and a note on the status of Varanus acanthurus insulanicus Mertens. The Beagle, vol. 4, n. 1, p. 73-79.